# Lucifer (film, 2014)
Lucifer est un long métrage belge de Gust Van den Berghe sorti en 2014.